# Gianni Bonichon
Gianni Bonichon, né le 13 octobre 1944 à Nus, et mort le 3 janvier 2010 à Aoste, est un bobeur italien actif dans les années 1960 et 1970.

## Biographie
Au cours de sa carrière, Gianni Bonichon a notamment pris part aux Jeux olympiques d'hiver de 1972 à Sapporo où en bob à 4 il prend la médaille d'argent aux côtés de Nevio de Zordo, Adriano Frassinelli et Corrado Dal Fabbro, entre la Suisse, championne olympique, et l'Allemagne de l'Ouest.
Impliqué en 1982 dans une affaire de séquestration d'un industriel, Giuseppe Pasini, Gianni Bonichon fut condamné à douze années de prison.
Il meurt le 3 janvier 2010 à Aoste, à l'âge de 65 ans.

## Palmarès

### Jeux Olympiques
- : médaillé d'argent en bob à 4 aux JO 1972.